# Ймовірнісний простір
Ймовірнісний простір  — поняття, що його ввів А. М. Колмогоров в 30-х роках XX століття для формалізації поняття ймовірності, яке дало початок бурхливому розвитку теорії ймовірностей як строгої математичної дисципліни.
Ймовірнісний простір — це трійка {\displaystyle (\Omega ,{\mathcal {F}},\mathbb {P} )}, де 
- {\displaystyle \Omega \ } — довільна множина, елементи якої називаються елементарними подіями, сама множина називається простором елементарних подій;
- {\displaystyle {\mathcal {F}}} — сигма-алгебра підмножин {\displaystyle \Omega \ }, званих (випадковими) подіями;
- {\displaystyle \mathbb {P} } — ймовірнісна міра або ймовірність, тобто сигма-адитивна скінченна міра, така що {\displaystyle \mathbb {P} (\Omega )=1}.

## Зауваження
- Елементарні події (елементи множини {\displaystyle \Omega \ }), за визначенням — це результати випадкового експерименту, з яких в експерименті відбувається рівно один.
- Кожна випадкова подія (елемент {\displaystyle {\mathcal {F}}}) — це підмножина {\displaystyle \Omega \ }. Говорять що в результаті експерименту відбулася випадкова подія {\displaystyle A\subset \Omega }, якщо (елементарний) результат експерименту є елементом {\displaystyle A}.

Вимога, що {\displaystyle {\mathcal {F}}} є сигма-алгеброю підмножин {\displaystyle \Omega \ }, дозволяє, зокрема говорити про ймовірність випадкової події, ймовірність об'єднання зліченної кількості випадкових подій, а також про ймовірність доповнення будь-якої події.

## Скінченні ймовірнісні простори
Простим і часто використовуваним прикладом ймовірнісного простору є скінчений простір. 
Нехай {\displaystyle \Omega \ } — скінченна множина, що містить {\displaystyle \ |\Omega |=n} елементів.
Як сигма-алгебру зручно узяти сімейство всіх підмножин {\displaystyle \ \Omega }. Його часто символічно позначають {\displaystyle \ 2^{\Omega }}. Легко показати, що число членів цього сімейства, тобто число різних випадкових подій, якраз рівне {\displaystyle 2^{\vert \Omega \vert }}, що пояснює позначення.
Імовірність, взагалі кажучи, можна визначати довільно. Часто, проте, немає причин вважати, що один елементарний результат чим-небудь переважний за іншого. Тоді природним чином ввести ймовірність є:
{\displaystyle \mathbb {P} (A)={\frac {n_{a}}{n}}},
де {\displaystyle A\subset \Omega } та {\displaystyle \ |A|=n_{a}} — число елементарних результатів, що належать {\displaystyle \ A}.
Зокрема, ймовірність будь-якої елементарної події:
{\displaystyle \mathbb {P} (\{\omega \})={\frac {1}{n}},\quad \forall \omega \in \Omega .}

## Приклад
Розглянемо експеримент з киданням урівноваженої монети. Тоді природним чином задати ймовірнісний простір буде: {\displaystyle \Omega =\{0,1\},\;{\mathcal {F}}=\{\{0\},\{1\},\{0,1\},\emptyset \}} і визначити ймовірність таким чином:
{\displaystyle \mathbb {P} (\{0\})={\frac {1}{2}},\quad \mathbb {P} (\{1\})={\frac {1}{2}},\quad \mathbb {P} (\{0,1\})=1,\quad \mathbb {P} (\emptyset )=0.}